# Atthis (literatuur)
Atthis (Oudgrieks Ἀτϑίς; eigenlijk een adjectief waarbij συγγραϕή of ἱστορία moet worden gedacht) is de naam voor een geografisch-historische beschrijving van Attica.
Het was in een bepaalde periode van de Oudgriekse literatuur een geliefkoosd genre, waarin de overblijfselen van bouwkunst en godsverering, alsook andere merkwaardigheden, op basis van de overlevering en inscripties, werden beschreven.
Phanodemus, Clitodemus,  Demon, Ister en anderen, zijn schrijvers (Ατθιδογράφοι) van zulke Atthides (Ἀτϑίδες), waarvan wij echter slechts fragmenten bezitten. Deze zijn door Felix Jacoby verzamelt in Die Fragmente der griechischen Historiker.

## Referentie
- art. Ἀτϑίς, in F. Lübker - trad. ed. J.D. Van Hoëvell, Classisch Woordenboek van Kunsten en Wetenschappen, Rotterdam, 1857, p. 127.